# Film color
Prin film color se înțelege filmul ca produs final al realizatorului pe peliculă cinematografică color.
Încă de la realizarea primelor filmulețe s-a pus problema filmului color și vorbit, dar tehnologia vremii nu permitea aceste lucruri. Se dorea o continuare a tradiției cromolitografiilor și a cărților poștale colorate și în domeniul nou al cinematografului, al celei de-a șaptea arte.
Căutările realizatorilor de filme au fost acerbe în direcția îmbunătățirii noii invenții, cinematograful, și din cauza faptului că după o apariție pompoasă a acestuia, a început repede și căderea în desuet. Trebuia găsit ceva nou și deosebit care să atragă iarăși publicul în sala întunecată a cinematografului. Acest nou putea fi printre altele și filmul "colorat", sau cum va fi cunoscut mai apoi filmul color.
Drumul de la filmele "colorate" ale lui Lumiére la filmul color de astăzi a fost lung și plin de căutări în perfecțiune. Mai jos sunt redate unele procedee și metode de film color care dealungul anilor au încântat ochiul exigent al publicului spectator.

## Istoric
Prima încercare de film color, ca realizare cinematografică, o face Georges Méliès în jurul anului 1900, colorând manual imagine cu imagine, cu ajutorul unor lupe puternice, cum de fapt făcuseră și frații Lumiére cu unele din filmulețele lor. Se pare că acest lucru i-a reușit destul de bine. Lumea s-a întors din nou la cinematograf, având în vedere faptul că Méliès începuse să realizeze filme pe baza unui scenariu. 
În anul 2002 a fost descoperită într-un depozit o copie colorată completă a filmului său "Voiajul în lună", colorarea fiind făcută manual.
O altă metodă era cea a matrițelor. După dupuri pozitive ale filmului realizat se executau matrițe pentru fiecare culoare ce urma să fie aplicată pe un filmul final. Practic, la aceste matrițe se tăiau manual zonele care trebuiau colorate cu o anumită culoare, rezultând un șablon. De obicei nu se utilizau mai mult de șase culori pentru o copie de film.
Ambele procese erau deosebit de obositoare și costisitoare. Se lucra în ritmul a câteva cadre pe zi. Ca pigmenți se utilizau substanțe cu diferite grade de opacitate, ceea ce ducea uneori la o imagine extrem de estompată.
Procedeul a căzut în dizgrație odată cu apariția sistemelor de filmare a imaginii prin filtre de culoare și a filmelor care deveneau mai lungi.
Astfel s-a ajuns la coloratul automat sau metoda filtrelor de culoare

Cadru dintr-un film color (1901) luat prin trei filtre

Filmarea se facea prin filtre de culoare pe o peliculă alb-negru. Sistemul consta în utilizarea mai multor lentile cu filtre de culoare pentru a filma simultan, sau o singură lentilă cu expuneri succesive. Ca un neajuns era faptul că imaginea rezultată suferea de deformări și erori de suprapuneri ale culorilor. Dintre diferitele metode folosite putem aminti metoda lui Edward Turner.
În anul 1901, firma Urban & Smith a filmat o peliculă de 15 secunde expunând fiecare cadru, succesiv, prin câte un filtru roșu, verde și albastru. Aparatura se baza pe studiile englezului Edward R. Turner, care își înregistrase invenția în 1899. Proiecția se baza pe același principiu ca la filmare, cadrul corespunzător unei anumite culori fiind proiectat prin filtrul respectiv. La moartea lui Turner, dificultățile avute în timpul acestor experimente a determinat firma Urban & Smith să-și îndrepte eforturile către filmarea bicromă, în paletele verde-albăstrui și roșu-portocaliu.
După cum se poate vedea în imaginea din dreapta, fidelitatea culorilor e remarcabilă (contrastele s-au păstrat, cadrul color fiind reconstituit din componentele lui în tonalități de gri). Obiectele fixe sunt bine conturate și colorate. Cu toate acestea, datorită mișcării ce a avut loc între expuneri succesive, cei doi copii apar neclari.
La 17 decembrie 1903, frații Lumiére, prezintă un nou sistem de film color, numit "Autochrome" (traducere aproximativă "fiecare cu culoarea sa"). Procedeul consta în folosirea unei pelicule alb/negru pentru negativ, iar la trecerea pe pozitiv, trei pelicule alb/negru care conțin fiecare un sensibilizator de culoare ( în cazul lor amidonul ), funcție de filtrul de lumină folosit, se obținea o copie de culoare roșie, alta verde și a treia albastră. Pentru obținere filmului color, proiecția se făcea cu trei aparate cu mers sincron. Sistemul a fost greoi și greu de obținut sincronizarea perfectă. A avut mai mare vogă în prezentarea de fotografii transparente statice.

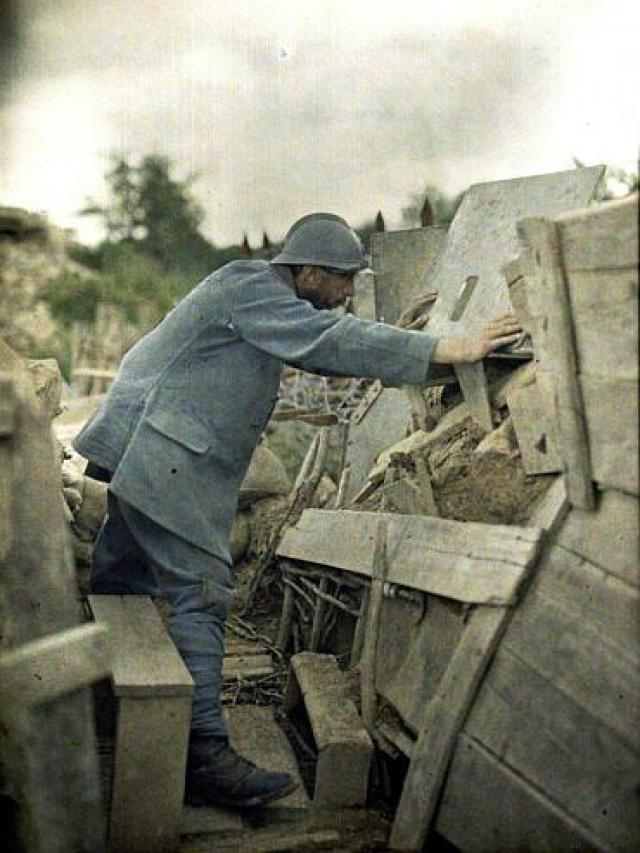
Imagine "Autochrome"

În Anglia, după moarte lui Ed. Turner cercetările continuă, ajungându-se la o nouă metodă care s-a numit Kinemacolor (1906), pusă la punct tot de aceeași firmă Urban & Smith. Metoda este o simplificare a procedeului inventat de Edward R. Turner. Astfel, se realizau doar două expuneri a peliculei monocrome (alb-negru), prin filtrele roșu și verde. Nu puteau fi obținute nuanțe pure de albastru sau alb, dar datorită iluziei optice, imaginea era remarcabil apropiată de cea reală. Totuși, calitatea culorilor era lăsată la latitudinea proiecționistului care trebuia să aibă grijă ca pelicula să fie sincronă cu filtrele (acestea se roteau practic în fața obiectivului, realizând o schimbare de culoare la un cadru). O serie de procese care i-a obligat pe cei doi asociați să dezvăluie secretul Kinemacolor, precum și primul război mondial, a dus la declinul acestui procedeu.

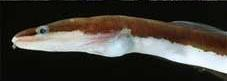
Simulare a sistemului Bicolor. Observaţi benzile de sus (numai verde) şi jos (numai roşu)

O variantă a procedeului Kinemacolor, care scutea munca depusă de proiecționist la sincronizarea filmului cu filtrele a fost metoda Bicolor, pusă la punct în anul 1912. Pozitivul obținut era trecut printr-un dispozitiv rotativ cu filtre cu schimbare mecanică care colora succesiv cadrele în roșu și verde. Singura problemă era aceea că partea de sus a imaginii era colorată numai în verde, iar cea de jos numai în roșu, deoarece procedeul avea limitarea fizică de a nu putea înregistra două cadre succesive cu același centru. Aceste deficiențe erau înlăturate la proiecție, prin acoperirea zonelor problematice. Ceva asemănător cu procedeul descris mai sus a fost și metoda Colcim Color, realizată prin anul 1916. De asemeni, tot un procedeu similar Bicolorului, a fost pus la punct și utilizat prin anii 1928-1933, procedeul cunoscut sub numele de Raycol. Acesta folosea ca filtre cele cu care se putea realiza roșu-portocaliuși verde-albastru.
Firma Gaumont din Franța, realizează prin 1918, un nou procedeu numit Gaumont Chronochrome. Acesta era un sistem triculoare obținut prin utilizarea unui obiectiv cu prisme, capabil să capteze simultan trei cadre prin filtrele roșu, verde și albastru. Astfel, era eliminată apariția imaginii difuze la proiecție. Filmul era redat similar filmării. Chiar dacă procedeul avea avantajul de a prezenta toate culorile într-o imagine fără cusur, sistemul mecanic greoi precum și cantitatea enormă de peliculă necesară (de două ori și jumătate mai multă decât la o filmare alb-negru) a făcut ca acest procedeu să nu intre în circuitul comercial.
Un procedeu care a făcut vogă în America a fost procedeul Multicolor (1928-1932. Alăturat, un fragment de 15 secunde dintr-o înregistrare test din timpul turnării filmului Animal Crackers (1930) cu frații Marx a fost descoperit de către Sabucat Productions[nefuncțională]
. Se pot observa în costumație Groucho (în stânga), Chico (la stânga lui Groucho), Zippo în costumul alb și Harpo, în halat și fără celebra sa perucă portocalie, întreținându-se cu Margaret DuMont. Din câte se știe, este singura peliculă care ni-i prezintă pe cei trei în culori. Filmulețul poate fi luat de aici Arhivat în 29 august 2006, la Wayback Machine..
Căutările au fost multe, procedeele și sistemele de film color au fost și încă mai sunt, proprii fiecărui studiou, fiecărui producător. 
Sistemul Busch (circa 1930), consta în înregistrarea imaginilor verde și roșu de-a latul filmului, astfel încât acesta trebuia să ruleze cu camera întoarsă la 90o sau cu un aparat special proiectat pentru acest sistem. Prezenta avantajul de a utiliza spațiul aferent unui singur cadru pentru cele două imagini.
Opticolor (anii 1930, realiza o înregistrare tricromă  pe un film de 35mm. Imaginile unui cadru erau dispuse în piramidă: sus în centru se afla roșul, iar jos - dreapta albastrul; stânga verdele. Calitatea proastă a imaginii, precum și problemele tehnice apărute în proiecție nu au dat nici o șansă acestui procedeu.
Horst Process (anii 1930), era o varianta britanică a procedeului Opticolor.
Roux Color era un procedeu quatrocrom care introducea în plus o nouă culoare: albastrul-violet. Pentru înregistrare se folosea un film de 70mm cu patru imagini dispuse câte două pe verticală (sus - verde și albastru-violet, jos - roșu și albastru). Procedeul prezenta variații de tonalitate.
Coloratul substractiv, procedeul care consta în înregistrarea separată a culorilor prin metode similare celor de mai sus și realizarea unui pozitiv care avea suprapuse cele două sau trei culori înregistrate, colorate în culoarea complementară (verde: roșu-portocaliu, roșu: verde-albăstrui etc.). Astfel, orice aparat de proiecție folosit pentru proiecția filmelor alb-negru, putea fi utilizat și pentru cele colorate substractiv.
Însă procedeul Kodachrome realizat prin 1915 este primul sistem substractiv care a avut succes. Acesta înregistra imaginea, prin filtrele verde și roșu, pe două pelicule separate. Acestea erau mai apoi tratate pentru a căpăta culoarea complementară (roșu-portocaliu respectiv verde-albăstrui). Se realiza un pozitiv cu emulsie pe ambele părți, fiecare culoare fiind imprimată pe câte o parte. Se obținea astfel un efect plăcut, chiar dacă exista aceeași problemă a necorespondenței culorilor cu realitatea.
A nu se confunda cu procedeul omonim al firmei Kodak, apărut în 1935.
Puteți vedea imagini create prin Kodachrome aici.
Dar procedeul cu cel mai mare succes ani îndelungați este procedeul Technicolor apărut după 1920. Filmul care deținut decenii primul loc la încasări, Pe aripile vântului (film) ("Gone with the wind") a fost realizat prin acest procedeu. 
Costisitor, Technicolorul, cu toate calitățile lui ridicate a fost detronat încet, încet odată cu descoperirea peliculei cinematografice color ușor de prelucrat și copiat.
Calea spre realizare de filme color în cantitate mare și ușor de realizat a fost deschisă, astăzi producerea filmului alb-negru fiind folosită doar în anumite situații artistice de exprimare.
În 1955 este realizat primul film color românesc - Nufărul roșu, regia Gheorghe Tobias.